# Joktan
Joktan (hebräisch יָקְטָן) ist im Alten Testament ein Sohn Ebers und Nachkomme Noachs.

## Biblischer Bericht
Joktan wird nur in der Völkertafel Gen 10,25–29  und im Stammbaum 1 Chr 1,19–23  erwähnt. Er ist der Sohn Ebers, Enkel Schelachs und Nachkomme Sems, des Sohnes Noachs. Sein Bruder heißt Peleg. Joktan ist der Urururgroßonkel Abrahams. Seine 13 Söhne sind Almodad, Schelef, Hazarmawet, Jerach, Hadoram, Usal, Dikla, Obal, Abimaël, Scheba, Ofir, Hawila und Jobab. Sie siedelten von  Mescha über Sefar bis zum Ostgebirge. Der Abschnitt Gen 10,25–29 , in dem Joktan und seine Söhne erwähnt werden, gehört nicht der Priesterschrift an. Hingegen wird sein Bruder Peleg sowohl in priesterschriftlichen als auch in nichtpriesterschriftlichen Texten erwähnt. Die Söhne Joktans bezeichnen südarabische Bevölkerungsgruppen.

## Qahtan in der arabischen Überlieferung
Unter dem Namen Qahtan (arabisch قحطان, DMG Qaḥṭān) bzw. Yoqtan gilt der biblische Patriarch Joktan als Stammvater der Südaraber, z. B. der Königin Bilqis von Saba und vieler anderer. Qahtan selbst soll, jemenitischen Überlieferungen zufolge, der Sohn des Propheten Hud gewesen sein.
Durch Verschmelzung seiner Nachkommen mit den nordarabischen Nachkommen von Abrahams Sohn Ismael bzw. Ismaels Sohn Adnan entstand das Volk der Araber, so die arabische Überlieferung. Ismael selbst war mit einer Nachkommin Dschorhams, eines Sohnes Qahtans, verheiratet.

## Hebräische Tradition
Hebräischen Auffassungen zufolge gilt Joktan auch als der Stammvater der Joktaniter, die zusammen mit den Nahoritern, Amalekitern, Ammonitern, Moabitern, Midianitern, Israeliten und Edomitern zu den Hebräern gerechnet werden. Die nordarabischen Edomiter sind die Nachkommen Esaus mit Ismaels Tochter Mahalat, so die Bibel.
Es wird die Auffassung vertreten, dass Joktan identisch ist mit dem an anderer Stelle in der Bibel erwähnten Jokschan.